# Let It Go (альбом Тима Макгро)
| Совокупная оценка    | Совокупная оценка |
| Источник             | Оценка            |
| -------------------- | ----------------- |
| Metacritic           | (73/100)          |
| Оценки критиков      |                   |
| Источник             | Оценка            |
| About.com            | [ 2 ]             |
| Allmusic             | [ 3 ]             |
| The Boston Globe     | (positive)        |
| Country Weekly       | (favorable)       |
| Entertainment Weekly | B−                |
| Los Angeles Times    | [ 7 ]             |
| People               | [ 8 ]             |
| Plugged In           | (unfavorable)     |
| PopMatters           | [ 10 ]            |
| Robert Christgau     | [ 11 ]            |
| Stylus Magazine      | B−                |
| Engine 145           | [ 13 ]            |

Let It Go — девятый студийный альбом американского кантри-певца Тима Макгро, изданный 27 марта 2007 года на студии Curb Records. Альбом достиг № 1 в чарте Billboard 200 (в 4-й раз в его карьере) и № 1 в кантри хит-параде Top Country Albums (в 11-й раз) с тиражом 325 000 копий в дебютную неделю. Тираж альбома превысил 1 млн копий и он получил платиновый статус RIAA. Одну из песен («I Need You») Тим исполнил вместе с кантри-звездой и своей супругой Фэйт Хилл.
Альбом получил положительные отзывы музыкальной критики и интернет-изданий и был номинирован на Премию «Грэмми» как лучший кантри-альбом (Grammy for Best Country Album, 2008).

## Список композиций
1. «Last Dollar (Fly Away)» (Big Kenny) — 4:30
2. «I’m Workin'» (Darrell Scott, Lori McKenna) — 3:40
3. «Let It Go» (Aimee Mayo, Bill Luther, Tom Douglas) — 3:45
4. «Whiskey and You» (Chris Stapleton, Lee Thomas Miller) — 3:47
5. «Suspicions» (David Malloy, Eddie Rabbitt, Even Stevens, Randy McCormick) — 5:16
6. «Kristofferson» (Anthony Smith, Reed Nielsen) — 3:23
7. «Put Your Lovin' on Me» (Hillary Lindsey, Luke Laird) — 3:34
8. «Nothin' to Die For» (Craig Wiseman, Miller) — 4:13
9. «Between the River and Me» (Brad Warren, Brett Warren, Brett Beavers) — 3:53
10. «Train #10» (Tim McGraw, Brad Warren, Brett Warren) — 3:58
11. «I Need You» (David Lee, Tony Lane) — 4:08
  - дуэт с Фэйт Хилл
12. «Comin' Home» (Rivers Rutherford, Steve McEwan) — 4:06
13. «Shotgun Rider» (Smith, Jeffrey Steele, Sherrié Austin) — 4:21
  - дуэт с Фэйт Хилл
14. «If You're Reading This» (McGraw, Brad Warren, Brett Warren) — 4:12
  - Живая запись с церемонии 2007 Academy of Country Music awards
  - Только на переиздании альбома, вышедшем в середине 2007 года

## Чарты
| Чарт (2008—2009)                  | Лучший результат |
| --------------------------------- | ---------------- |
| Australian Albums Chart           | 49               |
| Canadian Albums Chart             | 1                |
| U.S. Billboard 200                | 1                |
| U.S. Billboard Top Country Albums | 1                |

## Сертификации
| Регион | Провайдер | Сертификация | Продажи    |
| ------ | --------- | ------------ | ---------- |
| США    | RIAA      | Platinum     | 1,000,000+ |